# RSC Anderlecht in het seizoen 1993/94
Dit artikel beschrijft de prestaties van de Belgische voetbalclub RSC Anderlecht in het seizoen 1993–1994, waarin de Brusselse club drie prijzen (landstitel, beker en supercup) won.

## Gebeurtenissen

### Transfers
Tijdens de zomer van 1993 nam Anderlecht afscheid van enkele overbodig geworden spelers. Jeugdproduct Serge Sironval, die bij Anderlecht in de schaduw stond van doelmannen Filip De Wilde en Peter Maes, mocht vertrekken naar RFC Seraing. De club maakte zo plaats voor een ander jeugdproduct: de 19-jarige doelman Frédéric Herpoel. Ook Jean-Marie Houben en Jean-François De Sart, die Anderlecht in 1991 had overgenomen van Club Luik, mochten vertrekken. Beide spelers keerden terug naar Luik, waar ze zich aansloten bij respectievelijk Seraing en Club Luik. Ook het Ghanese toptalent Nii Lamptey mocht beschikken; hij werd verhuurd aan PSV, waar hij opnieuw verenigd werd met trainer Aad de Mos. De Nederlandse aanvaller Peter van Vossen werd voor 125 miljoen BEF (zo'n 3,125 miljoen euro) verkocht aan Ajax.
Ondanks het vertrek van Van Vossen ging Anderlecht niet op zoek naar offensieve versterkingen. De club trok met Olivier Suray een beloftevolle verdediger aan en versterkte het middenveld met Philip Haagdoren. De opvallendste nieuwkomer was Pär Zetterberg, die twee seizoenen op rij was uitgeleend aan Sporting Charleroi en in 1993 verkozen was tot Profvoetballer van het Jaar. Tijdens de winter plukte het de Nigeriaanse verdediger Chidi Nwanu weg bij KSK Beveren.

### Competitie
Anderlecht was in 1993 met ruime voorsprong kampioen geworden en begon ook het nieuwe seizoen uitstekend. Het team van trainer Johan Boskamp startte met zes overwinningen op rij, waaronder ruime zeges tegen KSV Waregem (2–4), Club Luik (6–0) en KRC Genk (6–2). Daarnaast won paars-wit ook de spannende derby tegen RWDM (3–4), dankzij onder meer twee goals van Bertrand Crasson.
Ondanks de sterke start kon eerste achtervolger Club Brugge de kloof met Anderlecht klein houden. Op de negende speeldag kwamen de West-Vlamingen bovendien met 0–3 winnen in het Constant Vanden Stockstadion. Een hattrick van Lorenzo Staelens zorgde ervoor dat de voorsprong van Anderlecht tijdelijk slonk tot twee punten. De nederlaag zorgde echter niet voor een ommekeer in de competitie. Anderlecht bleef zijn meeste wedstrijden winnen en vergrootte de kloof nog voor de winterstop tot vier punten.
Na de winterstop keerde de spanning in de competitie terug. Op de 21e speeldag verloor Anderlecht voor eigen supporters met 0–2 van seizoensrevelatie Seraing. Club Brugge won twee dagen later zelf van Germinal Ekeren en verkleinde zo de kloof met Anderlecht opnieuw tot twee punten. Drie speeldagen later verloor Anderlecht opnieuw, ditmaal tegen KV Mechelen. Door de nederlaag kwam Club Brugge voor het eerst op gelijke hoogte.
Een speeldag later nam Anderlecht opnieuw afstand van de West-Vlamingen. Anderlecht won thuis van KSK Beveren, terwijl Club Brugge niet verder raakte dan een gelijkspel tegen Lommel SK. Nadien mochten beide teams het tegen elkaar opnemen. Anderlecht maakte kans om de kloof opnieuw te vergroten tot drie punten en Club Brugge kon voor het eerst alleen aan de leiding komen. De topper in het Jan Breydelstadion eindigde op 0–0, waardoor de top van het klassement onveranderd bleef. Wekenlang bleef Anderlecht met een punt voorsprong aan de leiding staan, tot het op de 29e speeldag ook tegen Standard Luik gelijkspeelde. Het scoreloos gelijkspel tegen de Rouches zorgde ervoor dat Anderlecht de leidersplaats opnieuw moest delen met Club Brugge.
Uiteindelijk bleek Anderlecht in het slot van de competitie het sterkst. Het won zijn laatste vijf wedstrijden en bleef zo foutloos, terwijl Club Brugge tot twee keer toe punten liet liggen. Op de voorlaatste speeldag verzekerde het zich van een tweede titel op rij door met 1–2 te winnen van AA Gent.

### Beker van België
In de Beker van België schakelde Anderlecht in de eerste ronde AA Gent uit. Nadien volgde een duel tegen tweedeklasser KRC Harelbeke, dat eenvoudig gewonnen werd. In de kwartfinale troffen de Brusselaars met Beerschot VAV opnieuw een tweedeklasser. Ditmaal kende Anderlecht meer moeite om door te stoten naar de volgende ronde. Het duel was na 90 minuten op 0–0 geëindigd, waardoor er verlengingen kwamen. In die verlengingen bracht Alex Camerman de Antwerpenaren op voorsprong. Via Marc Degryse kwam Anderlecht nog in de eerste verlenging opnieuw op gelijke hoogte. In de tweede verlenging klaarden Bruno Versavel en invaller John Bosman de klus.
In de halve finale volgde een dubbele confrontatie tegen stadsrivaal RWDM. De heenwedstrijd in het Astridpark eindigde in een scoreloos gelijkspel. Een maand later volgde de terugwedstrijd in het Edmond Machtensstadion. RWDM kwam in de eerste helft 2–0 voor en leek op weg naar de finale, maar in de tweede helft sleepten Luc Nilis en Degryse alsnog een gelijkspel uit de brand. Door de twee uitdoelpunten mocht Anderlecht naar de finale. Degryse was geschorst voor de finale doordat hij bij zijn gelijkmaker uitbundig aan de dranghekken was gaan hangen, hetgeen hem een gele kaart had opgeleverd.
In de finale mocht Anderlecht, dat twee weken eerder al kampioen was geworden, het opnemen tegen vicekampioen Club Brugge. Het duel vond door verbouwingen aan het Heizelstadion plaats op Sclessin. Anderlecht kwam in de eerste helft via Versavel op voorsprong. Na de rust scoorde Lorenzo Staelens de gelijkmaker, maar het doelpunt werd door de scheidsrechter afgekeurd. Niet veel later zorgde Nilis voor 2–0, waardoor Anderlecht voor het eerst sinds 1972 de dubbel (titel en beker) won. Doordat Anderlecht eerder dat seizoen ook al de Supercup had veroverd, sloot het elftal van Boskamp het seizoen af met drie trofeeën.

### UEFA Champions League
Als landskampioen was Anderlecht gekwalificeerd voor de UEFA Champions League. In de eerste ronde werd zonder veel moeite het Finse HJK Helsinki uitgeschakeld. Zowel de heen- als terugwedstrijd werd met drie doelpunten verschil gewonnen. Een ronde later ging Sparta Praag voor de bijl. Ook tegen de Tsjechische club won Anderlecht zowel de heen- als terugwedstrijd. Vooral Luc Nilis toonde zich trefzeker; hij scoorde in de eerste vier Europese wedstrijden zes keer.
Nadien volgde de groepsfase om te bepalen wie naar de finale mocht. Anderlecht werd in de groep van AC Milan, Werder Bremen en FC Porto ingedeeld. Tegen het Milan van de Italiaanse succescoach Fabio Capello speelde Anderlecht op de eerste speeldag gelijk. Nadien ging Anderlecht pijnlijk onderuit tegen Werder Bremen. Anderlecht kwam in de eerste helft in de gietende regen 0–3 voor dankzij onder meer twee goals van Danny Boffin, maar gaf de comfortabele voorsprong in de tweede helft nog uit handen. De Duitsers wonnen het duel uiteindelijk nog met 5–3. De zware nederlaag was een enorme opdoffer voor het elftal van Boskamp, dat plots ook in de competitie punten begon te verspelen.
Na de winterstop hervatte Anderlecht de Europese campagne met een thuiszege tegen FC Porto. Nilis zorgde met zijn zevende Europese treffer van het seizoen voor twee belangrijke punten. Door de zege sprong Anderlecht naar de tweede plaats. Twee weken later volgde de terugwedstrijd in Portugal. Anderlecht verloor het duel met 2–0 en zakte zo terug naar een gedeelde derde plaats. Een tweede scoreloos gelijkspel tegen Milan en een nieuwe nederlaag tegen Werder Bremen zorgden er uiteindelijk voor dat Anderlecht als laatste eindigde in zijn groep.

### Individuele prijzen en WK-selecties
Na een uitleenbeurt van twee seizoenen keerde Pär Zetterberg in de zomer van 1993 terug naar het Astridpark, waar hij de concurrentie moest aangaan met onder meer Marc Degryse. De 23-jarige Zweed, die aan het einde van het seizoen 1992/93 al bekroond was met de trofee voor Profvoetballer van het Jaar, werd begin 1994 ook winnaar van de Gouden Schoen. In het referendum eindigde hij voor Lorenzo Staelens, die erg teleurgesteld was dat hij naast de prijs had gegrepen. Staelens werd later dat jaar wel verkozen tot Profvoetballer van het Jaar.
Doelman Filip De Wilde werd aan het einde van het seizoen voor het eerst verkozen tot Keeper van het Jaar. Boskamp, die met Anderlecht drie bekers veroverde, viel zelf niet in de prijzen. Bij de verkiezing van Trainer van het Jaar eindigde hij zelfs niet in de top drie.
Anderlecht zag in de zomer van 1994 negen spelers naar het WK in de Verenigde Staten gaan. Belgisch bondscoach Paul Van Himst selecteerde Albert, Nilis, Degryse, De Wilde, De Wolf, Emmers en Boffin voor het toernooi. John Bosman mocht met Oranje naar het WK en bij Nigeria werd Chidi Nwanu geselecteerd.
- Gouden Schoen – Pär Zetterberg
- Keeper van het Jaar – Filip De Wilde

## Spelerskern
| Naam               | Nationaliteit | Geboortedatum | Vorige club                    |
| ------------------ | ------------- | ------------- | ------------------------------ |
| Keepers            |               |               |                                |
| Filip De Wilde     | België        | 05-07-1964    | KSK Beveren (1981–1987)        |
| Frédéric Herpoel   | België        | 16-08-1974    | /                              |
| Peter Maes         | België        | 01-06-1964    | Racing Mechelen (1989–1990)    |
| Verdedigers        |               |               |                                |
| Philippe Albert    | België        | 10-08-1967    | KV Mechelen (1989–1992)        |
| Isaac Asare        | Ghana         | 01-09-1974    | /                              |
| Bertrand Crasson   | België        | 05-10-1971    | /                              |
| Michel De Wolf     | België        | 19-01-1958    | KV Kortrijk (1988–1990)        |
| Wim Kooiman        | Nederland     | 09-09-1960    | Cercle Brugge (1980–1988)      |
| Guy Marchoul       | België        | 04-11-1965    | Lierse SK (1991–1992)          |
| Chidi Nwanu        | Nigeria       | 01-01-1967    | KSK Beveren (1991–1993)        |
| Graeme Rutjes      | Nederland     | 26-03-1960    | KV Mechelen (1985–1990)        |
| Olivier Suray      | België        | 16-10-1971    | Sporting Charleroi (1989–1993) |
| Middenvelders      |               |               |                                |
| Danny Boffin       | België        | 10-07-1965    | Club Luik (1987–1991)          |
| Marc Degryse       | België        | 04-09-1965    | Club Brugge (1983–1989)        |
| Marc Emmers        | België        | 25-02-1966    | KV Mechelen (1987–1992)        |
| Philip Haagdoren   | België        | 25-06-1970    | Lommel SK (1987–1993)          |
| Charly Musonda     | Zambia        | 22-08-1969    | Cercle Brugge (1986–1987)      |
| Frédéric Peiremans | België        | 03-09-1973    | /                              |
| Alain Van Baekel   | België        | 20-06-1961    | KSV Waregem (1983–1990)        |
| Bruno Versavel     | België        | 27-08-1967    | KV Mechelen (1988–1992)        |
| Johan Walem        | België        | 01-02-1972    | /                              |
| Pär Zetterberg     | Zweden        | 14-10-1970    | Sporting Charleroi (1991–1993) |
| Aanvallers         |               |               |                                |
| John Bosman        | Nederland     | 01-02-1965    | PSV (1990–1991)                |
| Luc Nilis          | België        | 25-05-1967    | KFC Winterslag (1984–1986)     |
| Yaw Preko          | Ghana         | 08-09-1974    | /                              |

- B-kern: Philip Osondu

### Technische staf
|                    |                      |               |
| Functie            | Naam                 | Nationaliteit |
| Coach              | Johan Boskamp (foto) | Nederland     |
| Assistent-coach    | Jean Dockx           | België        |
| Keeperstrainer     | Nico de Bree         | Nederland     |
| Ploegafgevaardigde | Pierre Leroy         | België        |

## Resultaten
Een overzicht van de competities waaraan Anderlecht in het seizoen 1993-1994 deelnam.
| Seizoen 1993/94  | Seizoen 1993/94 | Seizoen 1993/94                    |
| Competitie       | Resultaat       | Uitgeschakeld door / Tegenstanders |
| ---------------- | --------------- | ---------------------------------- |
| Eerste klasse    | Kampioen        |                                    |
| Supercup         | Winnaar         | Standard Luik                      |
| Beker van België | Winnaar         | Club Brugge                        |
| Champions League | Groepsfase      | AC Milan, FC Porto, Werder Bremen  |

## Uitrustingen
Shirtsponsor(s): Generale Bank

Sportmerk: adidas
| Thuis | Uit | Doelman |  |

## Transfers

### Zomer
| Naam                  | Nationaliteit | Van/naar           | Type       |
| --------------------- | ------------- | ------------------ | ---------- |
| Inkomend              |               |                    |            |
| Philip Haagdoren      | België        | Lommel SK          | Gekocht    |
| Olivier Suray         | België        | Sporting Charleroi | Gekocht    |
| Pär Zetterberg        | België        | Sporting Charleroi | Einde huur |
| Uitgaand              |               |                    |            |
| Jean-François De Sart | België        | Club Luik          | Verkocht   |
| Jean-Marie Houben     | België        | RFC Sérésien       | Verkocht   |
| Nii Lamptey           | Ghana         | PSV Eindhoven      | Verkocht   |
| Serge Sironval        | België        | RFC Sérésien       | Verkocht   |
| Peter van Vossen      | Nederland     | Ajax               | Verkocht   |
| Stéphane Monnier      | België        | KV Oostende        | Verkocht   |
| Olivier Pypens        | België        | RWDM               | Verkocht   |

### Winter
| Naam        | Nationaliteit | Van/naar   | Type    |
| ----------- | ------------- | ---------- | ------- |
| Inkomend    |               |            |         |
| Chidi Nwanu | Nigeria       | SK Beveren | Gekocht |

## Competitie

### Wedstrijden
| Wedstrijddetails                                          | Thuisploeg                                                           | Uitslag                         | Uitploeg                                                       | Opstelling | Rode kaarten |
| --------------------------------------------------------- | -------------------------------------------------------------------- | ------------------------------- | -------------------------------------------------------------- | --- | ------------ |
| 7 augustus 1993 Constant Vanden Stockstadion Anderlecht   | RSC Anderlecht                                                       | 2-0                             | Antwerp FC                                                     | De Wilde Crasson, Kooiman (62' Marchoul), Rutjes, Albert Boffin, Zetterberg, Walem, Versavel (78' Haagdoren) Degryse, Bosman    |              |
| 7 augustus 1993 Constant Vanden Stockstadion Anderlecht   | 25' Zetterberg 70' Bosman                                            | 1-0 2-0                         |                                                                | De Wilde Crasson, Kooiman (62' Marchoul), Rutjes, Albert Boffin, Zetterberg, Walem, Versavel (78' Haagdoren) Degryse, Bosman    |              |
| 15 augustus 1993 Regenboogstadion Waregem                 | KSV Waregem                                                          | 2-4                             | RSC Anderlecht                                                 | De Wilde Crasson, Marchoul, Albert, Versavel Boffin, Zetterberg (77' Asare), Degryse, Walem Nilis (85' Van Baekel), Bosman      |              |
| 15 augustus 1993 Regenboogstadion Waregem                 | 77' Krüzen 86' Dekenne                                               | 0-1 0-2 0-3 1-3 2-3 2-4         | 40' Degryse 44' Bosman 53' Nilis 87' Degryse                   | De Wilde Crasson, Marchoul, Albert, Versavel Boffin, Zetterberg (77' Asare), Degryse, Walem Nilis (85' Van Baekel), Bosman      |              |
| 21 augustus 1993 Constant Vanden Stockstadion Anderlecht  | RSC Anderlecht                                                       | 6-0                             | SK Beveren                                                     | De Wilde Crasson, Marchoul, Kooiman, Albert Boffin, Degryse, Walem (46' Asare), Versavel Nilis, Bosman (77' Preko)              |              |
| 21 augustus 1993 Constant Vanden Stockstadion Anderlecht  | 12' Degryse 19' Crasson 35' Nilis 47' Nilis 60' Degryse 74' Bosman   | 1-0 2-0 3-0 4-0 5-0 6-0         |                                                                | De Wilde Crasson, Marchoul, Kooiman, Albert Boffin, Degryse, Walem (46' Asare), Versavel Nilis, Bosman (77' Preko)              |              |
| 24 augustus 1993 Pairaystadion Seraing                    | RFC Sérésien                                                         | 1-2                             | RSC Anderlecht                                                 | De Wilde Crasson, Marchoul, Kooiman, Albert Boffin, Degryse, Zetterberg (89' Asare), Versavel Nilis, Bosman                     |              |
| 24 augustus 1993 Pairaystadion Seraing                    | 3' Edmilson                                                          | 1-0 1-1 1-2                     | 13' Albert 73' Degryse                                         | De Wilde Crasson, Marchoul, Kooiman, Albert Boffin, Degryse, Zetterberg (89' Asare), Versavel Nilis, Bosman                     |              |
| 28 augustus 1993 Constant Vanden Stockstadion Anderlecht  | RSC Anderlecht                                                       | 6-2                             | KRC Genk                                                       | De Wilde Crasson, Marchoul, Kooiman (74' Walem), Albert Boffin, Degryse, Zetterberg, Versavel Nilis, Bosman                     |              |
| 28 augustus 1993 Constant Vanden Stockstadion Anderlecht  | 16' Versavel 19' Bosman 32' Bosman 43' Bosman 59' Degryse 85' Albert | 1-0 2-0 3-0 4-0 5-0 5-1 6-1 6-2 | 60' Busutill 89' Goots                                         | De Wilde Crasson, Marchoul, Kooiman (74' Walem), Albert Boffin, Degryse, Zetterberg, Versavel Nilis, Bosman                     |              |
| 4 september 1993 Edmond Machtensstadion Molenbeek         | RWDM                                                                 | 3-4                             | RSC Anderlecht                                                 | De Wilde Crasson, Marchoul, Kooiman (40' Walem), Albert Boffin, Zetterberg, Degryse, Versavel Nilis, Bosman                     |              |
| 4 september 1993 Edmond Machtensstadion Molenbeek         | 28' Rouyr 62' Wuyts                                                  | 0-1 0-2 1-2 2-2 2-3 3-3 3-4     | 15' Albert 23' Crasson 43' Albert (own) 60' Bosman 65' Crasson | De Wilde Crasson, Marchoul, Kooiman (40' Walem), Albert Boffin, Zetterberg, Degryse, Versavel Nilis, Bosman                     |              |
| 10 september 1993 Constant Vanden Stockstadion Anderlecht | RSC Anderlecht                                                       | 1-1                             | KV Mechelen                                                    | De Wilde Crasson (66' Preko), Rutjes, Kooiman, Albert Boffin, Degryse (86' Walem), Zetterberg, Versavel Nilis, Bosman           |              |
| 10 september 1993 Constant Vanden Stockstadion Anderlecht | 15' Nilis                                                            | 1-0 1-1                         | 59' Czerniatynski                                              | De Wilde Crasson (66' Preko), Rutjes, Kooiman, Albert Boffin, Degryse (86' Walem), Zetterberg, Versavel Nilis, Bosman           |              |
| 18 september 1993 Freethiel Beveren                       | SK Beveren                                                           | 0-2                             | RSC Anderlecht                                                 | De Wilde Crasson, Rutjes, De Wolf, Albert Preko, Zetterberg (89' Musonda), Walem, Boffin Nilis (85' Haagdoren), Bosman          |              |
| 18 september 1993 Freethiel Beveren                       |                                                                      | 0-1 0-2                         | 20' Bosman 57' Zetterberg                                      | De Wilde Crasson, Rutjes, De Wolf, Albert Preko, Zetterberg (89' Musonda), Walem, Boffin Nilis (85' Haagdoren), Bosman          |              |
| 24 oktober 1993 Constant Vanden Stockstadion Anderlecht   | RSC Anderlecht                                                       | 0-3                             | Club Brugge                                                    | De Wilde Crasson, Rutjes, Albert, De Wolf Boffin, Zetterberg, Walem, Versavel Nilis, Bosman (46' Haagdoren)                     |              |
| 24 oktober 1993 Constant Vanden Stockstadion Anderlecht   |                                                                      | 0-1 0-2 0-3                     | 45' Staelens 51' Staelens 65' Staelens                         | De Wilde Crasson, Rutjes, Albert, De Wolf Boffin, Zetterberg, Walem, Versavel Nilis, Bosman (46' Haagdoren)                     |              |
| 3 oktober 1993 Veltwijckpark Ekeren                       | Germinal Ekeren                                                      | 2-4                             | RSC Anderlecht                                                 | De Wilde Crasson, Albert, De Wolf, Van Baekel Boffin, Zetterberg, Walem, Versavel Nilis, Bosman (80' Preko)                     |              |
| 3 oktober 1993 Veltwijckpark Ekeren                       | 85' Hofmans 89' Verstraeten                                          | 0-1 0-2 0-3 0-4 1-4 2-4         | 37' Bosman 62' Boffin 65' Nilis 74' Nilis                      | De Wilde Crasson, Albert, De Wolf, Van Baekel Boffin, Zetterberg, Walem, Versavel Nilis, Bosman (80' Preko)                     |              |
| 16 oktober 1993 Constant Vanden Stockstadion Anderlecht   | RSC Anderlecht                                                       | 3-1                             | Sporting Charleroi                                             | De Wilde Van Baekel, Rutjes, De Wolf, Albert Boffin (89' Kooiman), Zetterberg, Walem, Versavel Nilis, Bosman                    |              |
| 16 oktober 1993 Constant Vanden Stockstadion Anderlecht   | 31' Nilis 63' Bosman 67' Nilis                                       | 0-1 1-1 2-1 3-1                 | 4' Brogno                                                      | De Wilde Van Baekel, Rutjes, De Wolf, Albert Boffin (89' Kooiman), Zetterberg, Walem, Versavel Nilis, Bosman                    |              |
| 24 oktober 1993 Stade Maurice Dufrasne Luik               | Standard Luik                                                        | 0-3                             | RSC Anderlecht                                                 | De Wilde Crasson, Rutjes, De Wolf, Albert (40' Musonda) Boffin, Zetterberg (74' Van Baekel), Walem, Versavel Nilis, Bosman      |              |
| 24 oktober 1993 Stade Maurice Dufrasne Luik               |                                                                      | 0-1 0-2 0-3                     | 9' Nilis 32' Nilis 54' Nilis                                   | De Wilde Crasson, Rutjes, De Wolf, Albert (40' Musonda) Boffin, Zetterberg (74' Van Baekel), Walem, Versavel Nilis, Bosman      |              |
| 30 oktober 1993 Constant Vanden Stockstadion Anderlecht   | RSC Anderlecht                                                       | 1-0                             | Lierse SK                                                      | De Wilde Crasson, Rutjes, De Wolf, Albert (82' Haagdoren) Boffin, Zetterberg, Walem, Versavel Nilis, Bosman                     |              |
| 30 oktober 1993 Constant Vanden Stockstadion Anderlecht   | 65' Bosman                                                           | 1-0                             |                                                                | De Wilde Crasson, Rutjes, De Wolf, Albert (82' Haagdoren) Boffin, Zetterberg, Walem, Versavel Nilis, Bosman                     |              |
| 20 november 1993 Stedelijk Sportstadion Lommel            | Lommel SK                                                            | 1-1                             | RSC Anderlecht                                                 | De Wilde Crasson, Rutjes, De Wolf, Albert Boffin, Zetterberg (83' Emmers), Walem, Versavel Haagdoren, Bosman                    | 43' Rutjes   |
| 20 november 1993 Stedelijk Sportstadion Lommel            | 44' Vanaken                                                          | 0-1 1-1                         | 7' Haagdoren                                                   | De Wilde Crasson, Rutjes, De Wolf, Albert Boffin, Zetterberg (83' Emmers), Walem, Versavel Haagdoren, Bosman                    | 43' Rutjes   |
| 28 november 1993 Albertparkstadion Oostende               | KV Oostende                                                          | 1-3                             | RSC Anderlecht                                                 | De Wilde Crasson (83' Asare), Emmers, Rutjes, Kooiman Boffin, Zetterberg, Walem (46' Van Baekel), Versavel Haagdoren, Bosman    |              |
| 28 november 1993 Albertparkstadion Oostende               | 85' Renty                                                            | 0-1 0-2 0-3 1-3                 | 33' Versavel 43' Bosman 58' Haagdoren                          | De Wilde Crasson (83' Asare), Emmers, Rutjes, Kooiman Boffin, Zetterberg, Walem (46' Van Baekel), Versavel Haagdoren, Bosman    |              |
| 4 december 2000 Constant Vanden Stockstadion Anderlecht   | RSC Anderlecht                                                       | 2-1                             | AA Gent                                                        | De Wilde Crasson, De Wolf (42' Van Baekel), Rutjes, Kooiman Emmers, Zetterberg (90' Musonda), Walem, Boffin Haagdoren, Bosman   |              |
| 4 december 2000 Constant Vanden Stockstadion Anderlecht   | 20' Walem 65' Boffin                                                 | 1-0 1-1 2-1                     | 25' Booy                                                       | De Wilde Crasson, De Wolf (42' Van Baekel), Rutjes, Kooiman Emmers, Zetterberg (90' Musonda), Walem, Boffin Haagdoren, Bosman   |              |
| 12 december 1993 Olympiastadion Brugge                    | Cercle Brugge                                                        | 1-1                             | RSC Anderlecht                                                 | De Wilde Crasson, Albert, Kooiman, Versavel Haagdoren, Zetterberg, Walem, Boffin Nilis, Bosman (79' Rutjes)                     |              |
| 12 december 1993 Olympiastadion Brugge                    | 20' Munteanu                                                         | 1-0 1-1                         | 62' Haagdoren                                                  | De Wilde Crasson, Albert, Kooiman, Versavel Haagdoren, Zetterberg, Walem, Boffin Nilis, Bosman (79' Rutjes)                     |              |
| Terugronde                                                |                                                                      |                                 |                                                                | |              |
| 18 december 1993 Bosuilstadion Antwerpen                  | Antwerp FC                                                           | 0-0                             | RSC Anderlecht                                                 | De Wilde Crasson, Nwanu, Rutjes, Albert Haagdoren, Zetterberg, Walem, Boffin Nilis, Bosman (89' Emmers)                         |              |
| 18 december 1993 Bosuilstadion Antwerpen                  |                                                                      |                                 |                                                                | De Wilde Crasson, Nwanu, Rutjes, Albert Haagdoren, Zetterberg, Walem, Boffin Nilis, Bosman (89' Emmers)                         |              |
| 8 januari 1994 Constant Vanden Stockstadion Anderlecht    | RSC Anderlecht                                                       | 6-1                             | KSV Waregem                                                    | De Wilde Crasson, Nwanu, Albert, Versavel Haagdoren (61' Emmers), Zetterberg, Walem, Van Baekel (67' Musonda) Bosman, Nilis     |              |
| 8 januari 1994 Constant Vanden Stockstadion Anderlecht    | 16' Nilis 42' Bosman 51' Zetterberg 54' Bosman 57' Bosman 63' Walem  | 1-0 1-1 2-1 3-1 4-1 5-1 6-1     | 27' Krüzen                                                     | De Wilde Crasson, Nwanu, Albert, Versavel Haagdoren (61' Emmers), Zetterberg, Walem, Van Baekel (67' Musonda) Bosman, Nilis     |              |
| 15 januari 1994 Stade Vélodrome Rocourt                   | Club Luik                                                            | 1-2                             | RSC Anderlecht                                                 | De Wilde Crasson, Nwanu, Albert, Versavel Haagdoren, Zetterberg (89' Kooiman), Walem, Boffin Bosman (40' Maes), Nilis           | 40' De Wilde |
| 15 januari 1994 Stade Vélodrome Rocourt                   | 41' Milosević                                                        | 0-1 0-2 1-2                     | 3' Albert 33' Bosman                                           | De Wilde Crasson, Nwanu, Albert, Versavel Haagdoren, Zetterberg (89' Kooiman), Walem, Boffin Bosman (40' Maes), Nilis           | 40' De Wilde |
| 21 januari 1994 Constant Vanden Stockstadion Anderlecht   | RSC Anderlecht                                                       | 0-2                             | RFC Sérésien                                                   | De Wilde Crasson, Nwanu (79' Rutjes), Albert, Versavel Haagdoren, Zetterberg, Walem, Boffin Bosman, Nilis                       |              |
| 21 januari 1994 Constant Vanden Stockstadion Anderlecht   |                                                                      | 0-1 0-2                         | 3' Wamberto 81' Lukaku                                         | De Wilde Crasson, Nwanu (79' Rutjes), Albert, Versavel Haagdoren, Zetterberg, Walem, Boffin Bosman, Nilis                       |              |
| 29 januari 1994 Fenixstadion Genk                         | KRC Genk                                                             | 0-2                             | RSC Anderlecht                                                 | De Wilde Crasson, Emmers, Albert, Rutjes Boffin, Musonda, Zetterberg, Versavel Bosman (87' Haagdoren), Nilis                    |              |
| 29 januari 1994 Fenixstadion Genk                         |                                                                      | 0-1 0-2                         | 66' Nilis 85' Nilis                                            | De Wilde Crasson, Emmers, Albert, Rutjes Boffin, Musonda, Zetterberg, Versavel Bosman (87' Haagdoren), Nilis                    |              |
| 5 mei 1994 Constant Vanden Stockstadion Anderlecht        | RSC Anderlecht                                                       | 0-0                             | RWDM                                                           | De Wilde Crasson, Emmers, Albert, Rutjes Boffin, Musonda, Zetterberg(68' Haagdoren), Versavel Bosman (64' Degryse), Nilis       |              |
| 5 mei 1994 Constant Vanden Stockstadion Anderlecht        |                                                                      |                                 |                                                                | De Wilde Crasson, Emmers, Albert, Rutjes Boffin, Musonda, Zetterberg(68' Haagdoren), Versavel Bosman (64' Degryse), Nilis       |              |
| 11 februari 1994 Achter de Kazerne Mechelen               | KV Mechelen                                                          | 1-0                             | RSC Anderlecht                                                 | De Wilde Crasson, Emmers, Albert, Rutjes Haagdoren, Degryse, Walem, Versavel Bosman (46' Boffin), Nilis                         |              |
| 11 februari 1994 Achter de Kazerne Mechelen               | 31' Arambašić                                                        | 1-0                             |                                                                | De Wilde Crasson, Emmers, Albert, Rutjes Haagdoren, Degryse, Walem, Versavel Bosman (46' Boffin), Nilis                         |              |
| 26 februari 1994 Constant Vanden Stockstadion Anderlecht  | RSC Anderlecht                                                       | 3-2                             | SK Beveren                                                     | De Wilde Suray, Emmers, Albert, Nwanu Boffin, Degryse, Walem, Versavel Bosman, Nilis                                            |              |
| 26 februari 1994 Constant Vanden Stockstadion Anderlecht  | 73' Boffin 75' Walem 90' Nilis                                       | 0-1 0-2 1-2 2-2 3-2             | 12' Udović 20' Van Overtvelt                                   | De Wilde Suray, Emmers, Albert, Nwanu Boffin, Degryse, Walem, Versavel Bosman, Nilis                                            |              |
| 6 maart 1994 Olympiastadion Brugge                        | Club Brugge                                                          | 0-0                             | RSC Anderlecht                                                 | De Wilde Crasson, Emmers, Albert (46' Rutjes), Nwanu Boffin, Degryse(68' Haagdoren), Walem, Versavel Bosman, Nilis              |              |
| 6 maart 1994 Olympiastadion Brugge                        |                                                                      |                                 |                                                                | De Wilde Crasson, Emmers, Albert (46' Rutjes), Nwanu Boffin, Degryse(68' Haagdoren), Walem, Versavel Bosman, Nilis              |              |
| 19 maart 1994 Constant Vanden Stockstadion Anderlecht     | RSC Anderlecht                                                       | 5-2                             | Germinal Ekeren                                                | De Wilde Suray (90' Asare), Emmers, Rutjes, Haagdoren Boffin, Degryse, Walem, Versavel Nilis, Bosman (85' Preko)                |              |
| 19 maart 1994 Constant Vanden Stockstadion Anderlecht     | 17' Bosman 22' Nilis 24' Nilis 34' Degryse 37' Nilis                 | 1-0 2-0 3-0 4-0 5-0 5-1 5-2     | 54' Hofmans 69' Verstraeten                                    | De Wilde Suray (90' Asare), Emmers, Rutjes, Haagdoren Boffin, Degryse, Walem, Versavel Nilis, Bosman (85' Preko)                |              |
| 25 maart 1994 Stade du Pays de Charleroi Charleroi        | Sporting Charleroi                                                   | 1-5                             | RSC Anderlecht                                                 | De Wilde Suray, Emmers, Rutjes (71' Haagdoren), Nwanu Boffin, Degryse, Walem, Versavel (74' Preko) Bosman, Nilis                |              |
| 25 maart 1994 Stade du Pays de Charleroi Charleroi        | 39' Malbasa                                                          | 0-1 0-2 1-2 1-3 1-4 1-5         | 17' Nilis 25' Nilis 42' Degryse 67' Nilis 73' Nilis            | De Wilde Suray, Emmers, Rutjes (71' Haagdoren), Nwanu Boffin, Degryse, Walem, Versavel (74' Preko) Bosman, Nilis                |              |
| 8 april 1994 Constant Vanden Stockstadion Anderlecht      | RSC Anderlecht                                                       | 0-0                             | Standard Luik                                                  | De Wilde Crasson, Emmers, Nwanu, Rutjes Boffin, Degryse (46' Haagdoren), Walem, Versavel (82' Preko) Nilis, Bosman              |              |
| 8 april 1994 Constant Vanden Stockstadion Anderlecht      |                                                                      |                                 |                                                                | De Wilde Crasson, Emmers, Nwanu, Rutjes Boffin, Degryse (46' Haagdoren), Walem, Versavel (82' Preko) Nilis, Bosman              |              |
| 16 april 1994 Herman Vanderpoortenstadion Lier            | Lierse SK                                                            | 1-4                             | RSC Anderlecht                                                 | De Wilde Haagdoren (80' Crasson), Suray, Rutjes, De Wolf Boffin, Degryse, Walem, Versavel (82' Preko) Nilis, Bosman (85' Preko) | 8' Versavel  |
| 16 april 1994 Herman Vanderpoortenstadion Lier            | 23' Jakobsen                                                         | 1-0 1-1 1-2 1-3 1-4             | 25' Degryse 38' Boffin 59' Nilis 66' Bosman                    | De Wilde Haagdoren (80' Crasson), Suray, Rutjes, De Wolf Boffin, Degryse, Walem, Versavel (82' Preko) Nilis, Bosman (85' Preko) | 8' Versavel  |
| 23 april 1994 Constant Vanden Stockstadion Anderlecht     | RSC Anderlecht                                                       | 1-0                             | Lommel SK                                                      | De Wilde Suray, Rutjes, De Wolf, Boffin Emmers, Degryse, Walem, Versavel Nilis, Bosman                                          |              |
| 23 april 1994 Constant Vanden Stockstadion Anderlecht     | 44' Bosman                                                           | 1-0                             |                                                                | De Wilde Suray, Rutjes, De Wolf, Boffin Emmers, Degryse, Walem, Versavel Nilis, Bosman                                          |              |
| 30 april 1994 Constant Vanden Stockstadion Anderlecht     | RSC Anderlecht                                                       | 2-0                             | KV Oostende                                                    | De Wilde Suray (9' Crasson), Rutjes, De Wolf, Boffin Emmers, Degryse, Walem, Haagdoren Nilis, Bosman (15' Preko)                |              |
| 30 april 1994 Constant Vanden Stockstadion Anderlecht     | 65' Haagdoren 74' Preko                                              | 1-0 2-0                         |                                                                | De Wilde Suray (9' Crasson), Rutjes, De Wolf, Boffin Emmers, Degryse, Walem, Haagdoren Nilis, Bosman (15' Preko)                |              |
| 8 mei 1994 Jules Ottenstadion Gent                        | AA Gent                                                              | 1-2                             | RSC Anderlecht                                                 | De Wilde Emmers, Nwanu, Rutjes, De Wolf Boffin, Degryse, Walem, Versavel Preko, Nilis                                           |              |
| 8 mei 1994 Jules Ottenstadion Gent                        | 33' Viscaal                                                          | 1-0 1-1 1-2                     | 44' Nilis 62' Emmers                                           | De Wilde Emmers, Nwanu, Rutjes, De Wolf Boffin, Degryse, Walem, Versavel Preko, Nilis                                           |              |
| 15 mei 1994 Constant Vanden Stockstadion Anderlecht       | RSC Anderlecht                                                       | 2-0                             | Cercle Brugge                                                  | De Wilde Haagdoren, Albert, Rutjes, De Wolf Emmers, Degryse, Walem, Boffin (68' Versavel) Nilis, Bosman (68' Preko)             |              |
| 15 mei 1994 Constant Vanden Stockstadion Anderlecht       | 43' Bosman 54' Nilis                                                 | 1-0 2-0                         |                                                                | De Wilde Haagdoren, Albert, Rutjes, De Wolf Emmers, Degryse, Walem, Boffin (68' Versavel) Nilis, Bosman (68' Preko)             |              |

### Klassement
|         |    |                 | P  | W  | G  | V  | +  | -  | DS  | Ptn |
| ------- | -- | --------------- | -- | -- | -- | -- | -- | -- | --- | --- |
| K (CL)  | 1  | RSC Anderlecht  | 34 | 24 | 7  | 3  | 79 | 31 | 48  | 55  |
| (beker) | 2  | Club Brugge     | 34 | 20 | 13 | 1  | 54 | 19 | 35  | 53  |
| (UEFA)  | 3  | RFC Sérésien    | 34 | 15 | 13 | 6  | 50 | 27 | 23  | 43  |
| (UEFA)  | 4  | Charleroi       | 34 | 18 | 5  | 11 | 61 | 49 | 12  | 41  |
| (UEFA)  | 5  | Antwerp FC      | 34 | 14 | 13 | 7  | 44 | 38 | 6   | 41  |
|         | 6  | Standard        | 34 | 13 | 12 | 9  | 43 | 22 | 21  | 38  |
|         | 7  | KV Oostende     | 34 | 10 | 16 | 8  | 45 | 41 | 4   | 36  |
|         | 8  | KV Mechelen     | 34 | 10 | 15 | 9  | 40 | 40 | 0   | 35  |
|         | 9  | Beveren         | 34 | 11 | 11 | 12 | 42 | 40 | 2   | 33  |
|         | 10 | Germinal Ekeren | 34 | 11 | 10 | 13 | 49 | 48 | 1   | 32  |
|         | 11 | Lommel          | 34 | 10 | 10 | 14 | 42 | 50 | −8  | 30  |
|         | 12 | Cercle Brugge   | 34 | 9  | 11 | 14 | 52 | 63 | −11 | 29  |
|         | 13 | Club Liégeois   | 34 | 9  | 11 | 14 | 40 | 59 | −19 | 29  |
|         | 14 | Lierse          | 34 | 7  | 14 | 13 | 30 | 42 | −12 | 28  |
|         | 15 | AA Gent         | 34 | 7  | 13 | 14 | 43 | 57 | −14 | 27  |
|         | 16 | RWDM            | 34 | 7  | 11 | 16 | 32 | 49 | −17 | 25  |
| D       | 17 | KSV Waregem     | 34 | 6  | 7  | 21 | 32 | 62 | −30 | 19  |
| D       | 18 | Genk            | 34 | 4  | 10 | 20 | 38 | 79 | −41 | 18  |

P: wedstrijden gespeeld, W: wedstrijden gewonnen, G: gelijke spelen, V: wedstrijden verloren, +: gescoorde doelpunten, -: doelpunten tegen, DS: doelsaldo, Ptn: totaal punten
K: kampioen, D: degradeert, (beker): verliezend bekerfinalist, (CL): geplaatst voor Champions League, (UEFA): geplaatst voor UEFA-beker

## Beker van België

### Wedstrijden
| Beker van België                                     |                           |                 |                                         | |              |
| Wedstrijddetails                                     | Thuisploeg                | Uitslag         | Uitploeg                                | Opstelling | Rode kaarten |
| 1/16 finale                                          |                           |                 |                                         | |              |
| 7 november 1993 Jules Ottenstadion Gent              | AA Gent                   | 1-2             | RSC Anderlecht                          | De Wilde Crasson, Rutjes, Kooiman, Albert Boffin, Zetterberg (90' Haagdoren), Walem, Versavel Nilis, Bosman              |              |
| 7 november 1993 Jules Ottenstadion Gent              | 29' Viscaal               | 0-1 0-2 1-2     | 14' Versavel 27' Bosman                 | De Wilde Crasson, Rutjes, Kooiman, Albert Boffin, Zetterberg (90' Haagdoren), Walem, Versavel Nilis, Bosman              |              |
| 1/8 finale                                           |                           |                 |                                         | |              |
| 22 december 1993 Forestierstadion Harelbeke          | KRC Harelbeke (II)        | 0-3             | RSC Anderlecht                          | De Wilde Crasson, Rutjes, Nwanu, Versavel Haagdoren, Zetterberg (80' Musonda), Walem, Boffin Nilis, Bosman (89' Kooiman) |              |
| 22 december 1993 Forestierstadion Harelbeke          |                           | 0-1 0-2 0-3     | 23' Haagdoren 55' Zetterberg 65' Bosman | De Wilde Crasson, Rutjes, Nwanu, Versavel Haagdoren, Zetterberg (80' Musonda), Walem, Boffin Nilis, Bosman (89' Kooiman) |              |
| 1/4 finale                                           |                           |                 |                                         | |              |
| 19 februari 1994 't Kiel Antwerpen                   | Beerschot VAV (II)        | 1-3             | RSC Anderlecht                          | De Wilde Suray, Emmers, Rutjes, Kooiman Boffin, Degryse, Walem, Versavel Haagdoren (90+1' Bosman), Nilis (119' Crasson)  |              |
| 19 februari 1994 't Kiel Antwerpen                   | 97' Camerman              | 1-0 1-1 1-2 1-3 | 100' Degryse 112' Versavel 118' Bosman  | De Wilde Suray, Emmers, Rutjes, Kooiman Boffin, Degryse, Walem, Versavel Haagdoren (90+1' Bosman), Nilis (119' Crasson)  |              |
| 1/2 finale                                           |                           |                 |                                         | |              |
| 4 april 1994 Constant Vanden Stockstadion Anderlecht | RSC Anderlecht            | 0-0             | RWDM                                    | De Wilde Crasson (78' Preko), Emmers, Nwanu, Suray Haagdoren, Degryse, Walem, Boffin Nilis, Bosman                       |              |
| 4 april 1994 Constant Vanden Stockstadion Anderlecht |                           |                 |                                         | De Wilde Crasson (78' Preko), Emmers, Nwanu, Suray Haagdoren, Degryse, Walem, Boffin Nilis, Bosman                       |              |
| 3 mei 1994 Edmond Machtensstadion Molenbeek          | RWDM                      | 2-2             | RSC Anderlecht                          | De Wilde Crasson, Rutjes, De Wolf, Boffin (53' Nwanu) Emmers, Degryse, Walem, Haagdoren Preko, Nilis                     |              |
| 3 mei 1994 Edmond Machtensstadion Molenbeek          | 7' Rubenilson 44' Lörincz | 1-0 2-0 2-1 2-2 | 57' Nilis 74' Degryse                   | De Wilde Crasson, Rutjes, De Wolf, Boffin (53' Nwanu) Emmers, Degryse, Walem, Haagdoren Preko, Nilis                     |              |
| Finale                                               |                           |                 |                                         | |              |
| 22 mei 1994 Stade Maurice Dufrasne Luik              | RSC Anderlecht            | 2-0             | Club Brugge                             | De Wilde Haagdoren, Albert, Rutjes, De Wolf Boffin (35' Crasson), Emmers, Walem, Versavel Nilis, Bosman (84' Zetterberg) |              |
| 22 mei 1994 Stade Maurice Dufrasne Luik              | 36' Versavel 74' Nilis    | 1-0 2-0         |                                         | De Wilde Haagdoren, Albert, Rutjes, De Wolf Boffin (35' Crasson), Emmers, Walem, Versavel Nilis, Bosman (84' Zetterberg) |              |

## Europees

### Wedstrijden
| Champions League                                          |                                                     |                                 |                                    | |              |
| Wedstrijddetails                                          | Thuisploeg                                          | Uitslag                         | Uitploeg                           | Opstelling | Rode kaarten |
| Eerste ronde                                              |                                                     |                                 |                                    | |              |
| 15 september 1993 Ratinastadion Tampere                   | HJK Helsinki                                        | 0-3                             | RSC Anderlecht                     | De Wilde Crasson, Rutjes, De Wolf, Versavel Preko, Zetterberg (78' Musonda), Walem, Boffin (83' Haagdoren) Bosman, Nilis      |              |
| 15 september 1993 Ratinastadion Tampere                   |                                                     | 0-1 0-2 0-3                     | 50' Bosman 75' Versavel 82' Boffin | De Wilde Crasson, Rutjes, De Wolf, Versavel Preko, Zetterberg (78' Musonda), Walem, Boffin (83' Haagdoren) Bosman, Nilis      |              |
| 30 september 1993 Constant Vanden Stockstadion Anderlecht | RSC Anderlecht                                      | 3-0                             | HJK Helsinki                       | De Wilde Crasson, Rutjes, De Wolf, Versavel Boffin, Zetterberg (63' Musonda), Walem, Van Baekel Bosman (77' Haagdoren), Nilis |              |
| 30 september 1993 Constant Vanden Stockstadion Anderlecht | 17' Nilis 22' Nilis 40' Nilis                       | 1-0 2-0 3-0                     |                                    | De Wilde Crasson, Rutjes, De Wolf, Versavel Boffin, Zetterberg (63' Musonda), Walem, Van Baekel Bosman (77' Haagdoren), Nilis |              |
| Tweede ronde                                              |                                                     |                                 |                                    | |              |
| 20 oktober 1993 Letná-stadion Praag                       | Sparta Praag                                        | 0-1                             | RSC Anderlecht                     | De Wilde De Wolf, Crasson, Rutjes, Albert, Versavel Zetterberg, Walem, Versavel (46' Crasson) Bosman (88' Kooiman), Nilis     |              |
| 20 oktober 1993 Letná-stadion Praag                       |                                                     | 0-1                             | 81' Nilis                          | De Wilde De Wolf, Crasson, Rutjes, Albert, Versavel Zetterberg, Walem, Versavel (46' Crasson) Bosman (88' Kooiman), Nilis     |              |
| 3 november 1993 Constant Vanden Stockstadion Anderlecht   | RSC Anderlecht                                      | 4-2                             | Sparta Praag                       | De Wilde De Wolf (48' Kooiman), Crasson, Rutjes, Albert, Versavel Zetterberg, Walem, Versavel Bosman, Nilis                   |              |
| 3 november 1993 Constant Vanden Stockstadion Anderlecht   | 3' Bosman 49' Nilis 69' Nilis 88' Versavel          | 1-0 1-1 2-1 2-2 3-2 4-2         | 20' Dvirnyk 63' Vonášek            | De Wilde De Wolf (48' Kooiman), Crasson, Rutjes, Albert, Versavel Zetterberg, Walem, Versavel Bosman, Nilis                   |              |
| Groepsfase                                                |                                                     |                                 |                                    | |              |
| 24 november 1993 Constant Vanden Stockstadion Anderlecht  | RSC Anderlecht                                      | 0-0                             | AC Milan                           | De Wilde De Wolf, Crasson, Rutjes, Albert, Versavel Haagdoren, Zetterberg, Walem, Boffin Bosman (89' Van Baekel)              |              |
| 24 november 1993 Constant Vanden Stockstadion Anderlecht  |                                                     |                                 |                                    | De Wilde De Wolf, Crasson, Rutjes, Albert, Versavel Haagdoren, Zetterberg, Walem, Boffin Bosman (89' Van Baekel)              |              |
| 8 december 1993 Weserstadion Bremen                       | Werder Bremen                                       | 5-3                             | RSC Anderlecht                     | De Wilde Emmers, Crasson, Rutjes, Albert, Versavel Haagdoren, Zetterberg (82' Kooiman), Walem, Boffin Bosman (70' Nilis)      |              |
| 8 december 1993 Weserstadion Bremen                       | 66' Rufer 72' Bratseth 81'Höbsch 83' Böde 89' Rufer | 0-1 0-2 0-3 1-3 2-3 3-3 4-3 5-3 | 16' Albert 18' Boffin 33' Boffin   | De Wilde Emmers, Crasson, Rutjes, Albert, Versavel Haagdoren, Zetterberg (82' Kooiman), Walem, Boffin Bosman (70' Nilis)      |              |
| 2 maart 1994 Constant Vanden Stockstadion Anderlecht      | RSC Anderlecht                                      | 1-0                             | FC Porto                           | De Wilde Suray (46' Crasson), Nwanu, Albert, Versavel (89' Kooiman) Emmers, Degryse, Walem, Boffin Bosman, Nilis              |              |
| 2 maart 1994 Constant Vanden Stockstadion Anderlecht      | 88' Nilis                                           | 1-0                             |                                    | De Wilde Suray (46' Crasson), Nwanu, Albert, Versavel (89' Kooiman) Emmers, Degryse, Walem, Boffin Bosman, Nilis              |              |
| 16 maart 1994 Estádio das Antas Porto                     | FC Porto                                            | 2-0                             | RSC Anderlecht                     | De Wilde Crasson, Nwanu, Rutjes, Boffin Emmers (70' Haagdoren), Suray, Walem, Versavel (46' Bosman) Degryse, Nilis            |              |
| 16 maart 1994 Estádio das Antas Porto                     | 10' Drulović 90' Secretário                         | 1-0 2-0                         |                                    | De Wilde Crasson, Nwanu, Rutjes, Boffin Emmers (70' Haagdoren), Suray, Walem, Versavel (46' Bosman) Degryse, Nilis            |              |
| 30 maart 1994 Stadio Giuseppe Meazza Milaan               | AC Milan                                            | 0-0                             | RSC Anderlecht                     | De Wilde Emmers, Crasson, Nwanu, Suray Haagdoren, Degryse, Walem, Boffin Bosman, Nilis                                        |              |
| 30 maart 1994 Stadio Giuseppe Meazza Milaan               |                                                     |                                 |                                    | De Wilde Emmers, Crasson, Nwanu, Suray Haagdoren, Degryse, Walem, Boffin Bosman, Nilis                                        |              |
| 13 april 1994 Constant Vanden Stockstadion Anderlecht     | RSC Anderlecht                                      | 1-2                             | Werder Bremen                      | De Wilde Crasson, Marchoul (46' De Wolf), Nwanu, Boffin Emmers (70' Peiremans), Haagdoren, Walem, Versavel Nilis, Bosman      |              |
| 13 april 1994 Constant Vanden Stockstadion Anderlecht     | 44' Bosman                                          | 0-1 1-1 1-2                     | 33' Böde 65' Böde                  | De Wilde Crasson, Marchoul (46' De Wolf), Nwanu, Boffin Emmers (70' Peiremans), Haagdoren, Walem, Versavel Nilis, Bosman      |              |

## Statistieken
De speler met de meeste wedstrijden is in het groen aangeduid, de speler met de meeste doelpunten in het geel.
| Naam               | Eerste klasse | Eerste klasse | Beker van België | Beker van België | Supercup | Supercup | Champions League | Champions League | Totaal | Totaal |
| Naam               | Wed           | Goals         | Wed              | Goals            | Wed      | Goals    | Wed              | Goals            | Wed    | Goals  |
| ------------------ | ------------- | ------------- | ---------------- | ---------------- | -------- | -------- | ---------------- | ---------------- | ------ | ------ |
| Philippe Albert    | 25            | 4             | 2                | 0                | 1        | 0        | 5                | 1                | 33     | 5      |
| Isaac Asare        | 5             | 0             | 0                | 0                | 0        | 0        | 0                | 0                | 5      | 0      |
| Danny Boffin       | 33            | 4             | 6                | 0                | 1        | 0        | 10               | 3                | 50     | 7      |
| John Bosman        | 33            | 20            | 5                | 3                | 1        | 1        | 10               | 3                | 49     | 27     |
| Bertrand Crasson   | 27            | 3             | 6                | 0                | 1        | 0        | 10               | 0                | 44     | 3      |
| Marc Degryse       | 19            | 9             | 3                | 2                | 0        | 0        | 3                | 0                | 25     | 11     |
| Filip De Wilde     | 34            | 0             | 5                | 0                | 0        | 0        | 10               | 0                | 49     | 0      |
| Michel De Wolf     | 13            | 0             | 2                | 0                | 0        | 0        | 6                | 0                | 21     | 0      |
| Marc Emmers        | 17            | 1             | 4                | 0                | 0        | 0        | 5                | 0                | 26     | 1      |
| Philip Haagdoren   | 22            | 4             | 6                | 1                | 1        | 0        | 7                | 0                | 36     | 5      |
| Frédéric Herpoel   | 0             | 0             | 0                | 0                | 0        | 0        | 0                | 0                | 0      | 0      |
| Wim Kooiman        | 12            | 0             | 3                | 0                | 0        | 0        | 4                | 0                | 19     | 0      |
| Peter Maes         | 1             | 0             | 1                | 0                | 1        | 0        | 0                | 0                | 3      | 0      |
| Guy Marchoul       | 6             | 0             | 0                | 0                | 0        | 0        | 1                | 0                | 7      | 0      |
| Charly Musonda     | 6             | 0             | 1                | 0                | 1        | 0        | 2                | 0                | 10     | 0      |
| Luc Nilis          | 30            | 25            | 6                | 2                | 1        | 2        | 9                | 7                | 46     | 36     |
| Chidi Nwanu        | 9             | 0             | 3                | 0                | 1        | 0        | 4                | 0                | 17     | 0      |
| Frédéric Peiremans | 0             | 0             | 0                | 0                | 0        | 0        | 1                | 0                | 1      | 0      |
| Yaw Preko          | 11            | 1             | 2                | 0                | 0        | 0        | 1                | 0                | 14     | 1      |
| Graeme Rutjes      | 24            | 0             | 5                | 0                | 0        | 0        | 7                | 0                | 36     | 0      |
| Olivier Suray      | 7             | 0             | 2                | 0                | 0        | 0        | 3                | 0                | 12     | 0      |
| Alain Van Baekel   | 7             | 0             | 0                | 0                | 1        | 0        | 3                | 0                | 11     | 0      |
| Bruno Versavel     | 30            | 2             | 4                | 3                | 1        | 0        | 9                | 2                | 44     | 6      |
| Johan Walem        | 31            | 3             | 6                | 0                | 1        | 0        | 10               | 0                | 48     | 3      |
| Pär Zetterberg     | 22            | 3             | 3                | 1                | 1        | 0        | 6                | 0                | 32     | 4      |

## Afbeeldingen

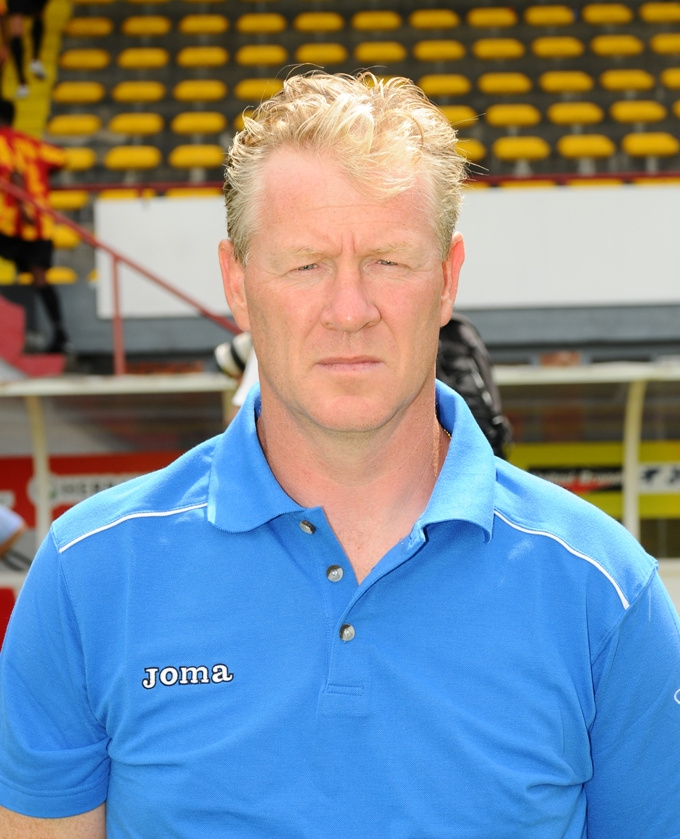
Peter Maes (doelman)
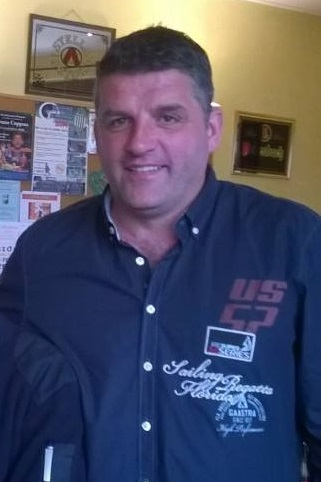
Philippe Albert (verdediger)
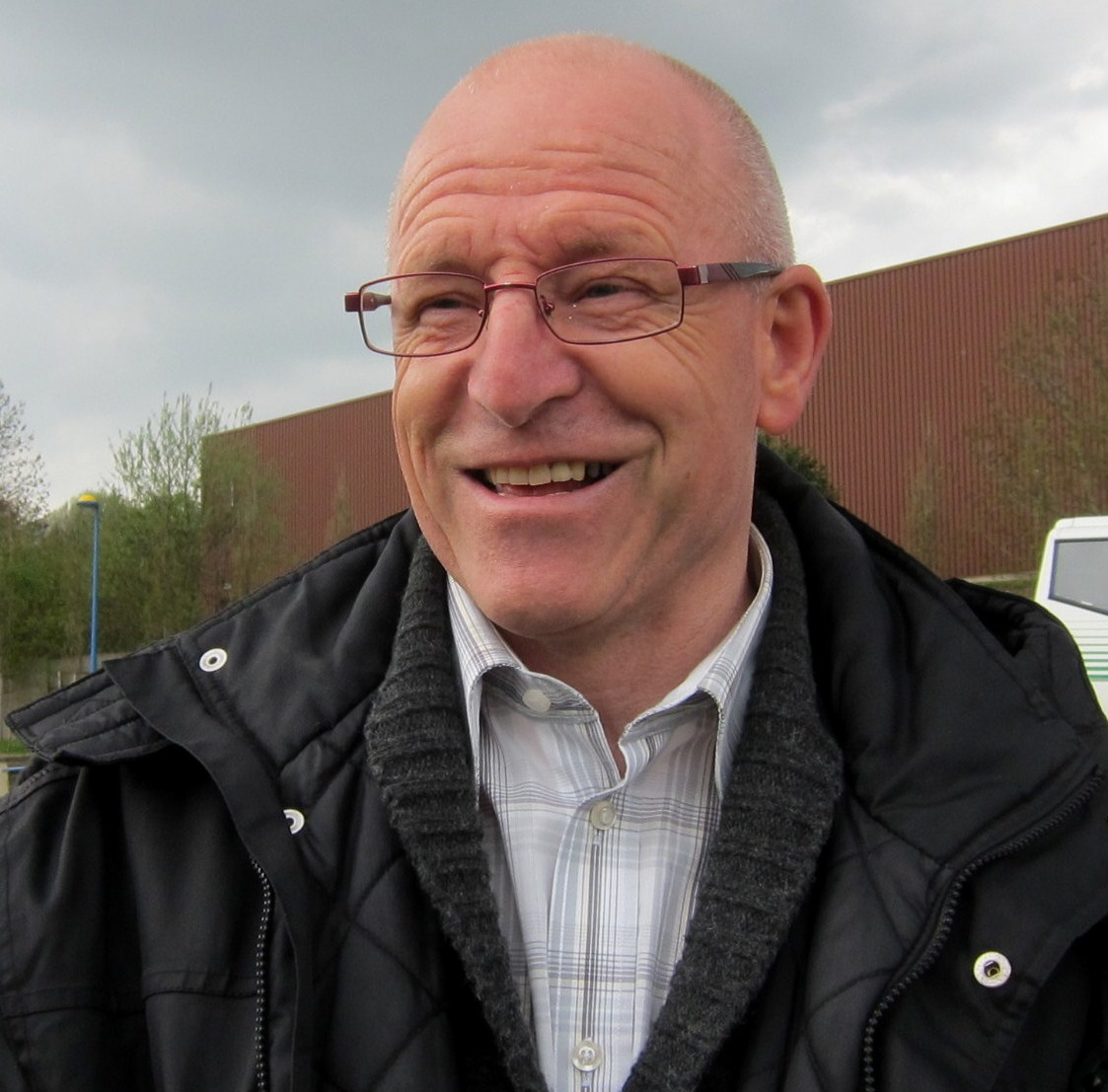
Michel De Wolf (verdediger)
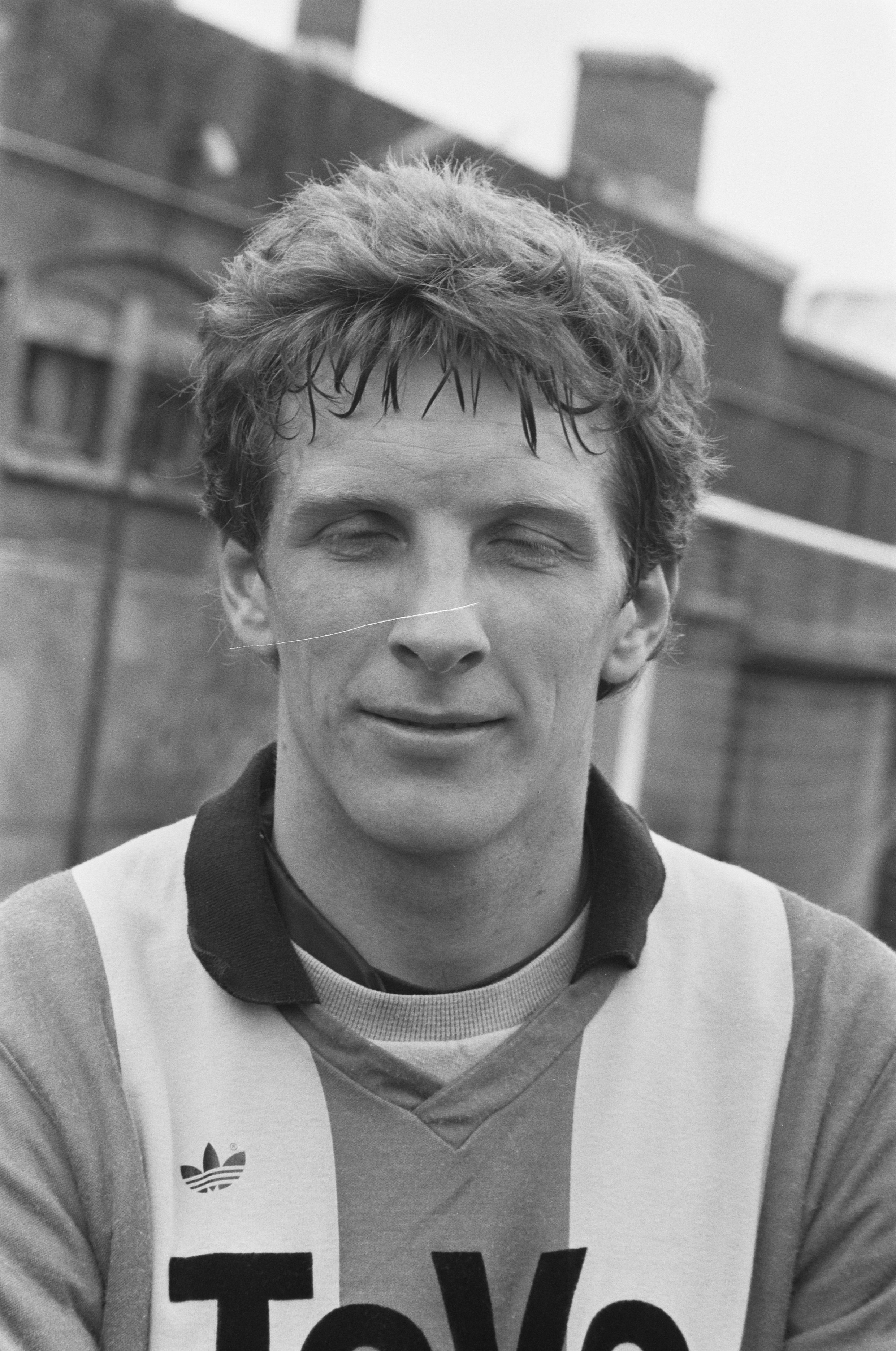
Graeme Rutjes (verdediger)
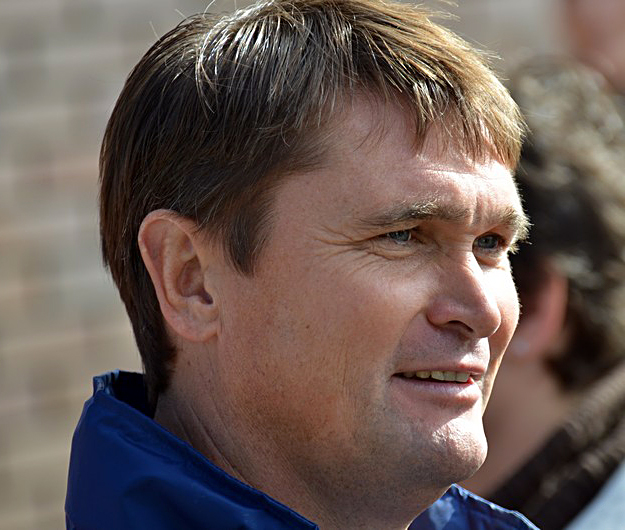
John Bosman (aanvaller)